# Anna Jane Harrison
Anna Jane Harrison (23 de desembre de 1912, Benton City, Missouri, EUA - 8 d'agost de 1998, Holyoke, Massachusetts, EUA) fou una química orgànica estatunidenca, la primera dona presidenta de la Societat Química Americana (1978) i de l'Associació Americana per a l'Avanç de la Ciència (1983-84).

## Vida
Harrison era filla de pagesos de Missouri. El seu pare, Albert Harrison, morí quan ella tenia set anys, i la seva mare, Mary Katherine Jones, continuà fent de pagesa ajudada per Harrison i el seu germà gran. Estudià batxillerat en una ciutat propera i després ingressà a la Universitat de Missouri, on es graduà el 1933 en ciència i el 1935 en educació. Després tornà al seu poble per ensenyar a la mateixa escola rural de la seva educació primària. Dos anys després, però, retornà a la universitat com a estudiant de postgrau en química física. Després de cursar un màster el 1937, inicià el seu doctorat, que completà el 1940 amb la dissertació Observations of photovoltaic effects in Grignard solutions.
Completat el doctorat, Harrison fou professora de química al H. Sophie Newcomb Memorial College, un col·legi de dones de la Universitat de Tulane a Nova Orleans. Durant la Segona Guerra Mundial realitzà investigacions per al Consell de Recerca de Defensa Nacional, per A.J. Griner Co. a Kansas City, Missouri, i per a Corning Glass Works, a Nova York. El 1945 s'incorporà a la facultat del Mount Holyoke College, una escola de dones de South Hadley, Massachusetts, on fou nomenada professora titular el 1950 i fou presidenta del departament de química entre el 1960 i el 1966. A Mount Holyoke, Harrison contribuí a la investigació sobre la llum ultraviolada i la fotòlisi, o la degradació de molècules mitjançant l'absorció de llum. Formà part del consell de publicació de la revista Journal of Chemical Education.
El 1979 Harrison es retirà de la recerca i educació, però seguí activa en la promoció de la comunicació de la ciència i formà part de diversos consells científics. Harrison rebé molts honors al llarg de la seva carrera i inspirà a nombroses dones joves a seguir carreres científiques.

## Obra
A Mount Holyoke, Harrison utilitzà l'espectroscòpia per esbrinar les estructures moleculars de diferents compostos. També utilitzà una tècnica experimental, anomenada fotòlisi de flaix, que permet realitzar l'estudi cinètic de reaccions químiques molt ràpides fent incidir sobre la mescla de reacció un pols de llum d'intensitat molt elevada i molt poca durada, d'aproximadament 10 µs, que provoqui l'inici de la reacció objecte de l'anàlisi que es vol dur a terme. Mentre transcorre la reacció, l'espectroscòpia s'utilitza per estudiar com es divideixen les molècules i com es recombinen els seus àtoms identificant quins fragments moleculars existeixen durant breus períodes entre el moment en què comença la reacció química i quan acaba.
Als anys setanta, Harrison impulsà la comunicació de la ciència al públic i, en particular, als funcionaris públics. El 1978 fou presidenta de la Societat Química Americana (ACS) i continuà defensant la importància de cultivar un públic científicament informat. Animà els seus col·legues a considerar la professió de químic com a fonamental no només per a l'avanç del coneixement científic, sinó també per a la millora de l'educació científica, la conscienciació pública sobre la ciència i el benestar públic. Del 1983 al 1984 fou presidenta de l'Associació Americana per a l'Avanç de la Ciència (AAAS) i, el 1989, publicà, amb l'antic company de Mount Holyoke, Edwin S. Weaver, Chemistry: A Search to Understand, un llibre adreçat a estudiants intel·lectualment curiosos però no orientats professionalment a la química.